# Mercè Bruquetas i Lloveras
Mercè Bruquetas i Lloveras (Vilassar de Dalt, Maresme 1925 - Barcelona, 23 de novembre de 2007) fou una actriu catalana.
Inicià la seva carrera professional els anys cinquanta al Teatre Romea. El 1959 obtingué el premi d'interpretació al Cicle de Teatre Llatí amb l'obra Tres angelets a la cuina junt a Joan Capri. Li fou atorgat el Premi Margarida Xirgu el 1977 per l'obra Mercè dels uns, Mercè dels altres, de Carles Valls, el seu gran èxit. Darrerament havia aparegut en episodis de sèries de TV3 com Jet lag, I ara què, Xènia, Oh! Espanya, i ha fet el paper de Rosalia a Nissaga de poder.
El 1977 va obtenir el Premi Memorial Margarida Xirgu per Mercè dels uns, Mercè dels altres, i el 1999 va rebre la Creu de Sant Jordi i va ser nomenada filla predilecta de Vilassar de Dalt, que després de la seva mort posà el seu nom a una plaça de la vila.

## Trajectòria professional

### Teatre
- 1951, 7 de novembre. El marit ve de visita de Xavier Regàs. Estrenada al teatre Romea de Barcelona. En el paper d'Araceli.
- 1951. El biquini de la nimfa de Lluís Elias. Estrenada al Teatre Barcelona de Barcelona.
- 1952. Els milions de l'oncle de Carles Soldevila. Reposició al Teatre Romea de Barcelona.
- 1952. La vida d'un home de Feliu Aleu. Estrenada al Teatre Romea de Barcelona.
- 1953, 15 gener. El personatge de Cristina Fonolleda de l'obra La tercera vegada de Lluís Elias. Estrenada al Teatre Romea de Barcelona.
- 1954, 5 març. El personatge de Madam de l'obra Una història qualsevol de Josep A. Tàpias i Santiago Vendrell. Estrenada al Teatre Romea de Barcelona.
- 1956, 8 febrer. Jo seré el seu gendre, de Jaume Villanova i Torreblanca. Estrenada al teatre Romea de Barcelona. En el paper d'Esperança.
- 1957, 23 gener. Partits pel mig, de Xavier Fàbregas. Estrenada al teatre Romea de Barcelona. En el paper d'Olga.
- 1957, 27 febrer. Passaport per a l'eternitat de Josep C. Tàpias i Santiago Vendrell. Estrenada al teatre Romea de Barcelona. En el paper de Laura.
- 1959, 7 gener. L'amor venia en taxi de Rafael Anglada. Estrenada al teatre Romea de Barcelona. En el paper d'Emília.
- 1959, 10 juny. Ai, Joan, que descarriles! de Salvador Bonavia. Teatre Romea de Barcelona.
- 1959, 4 setembre. Tres angelets a la cuina d'Albert Husson. Estrenada al teatre Romea de Barcelona.
- 1960. La cinglera de la mort de Cecília A. Màntua. Estrenada al teatre Guimerà de Barcelona. En el paper d'Esmeragda.
- 1961, 10 gener. Com si fos un tros de vida, d'Eduard Criado. Estrenada al teatre Romea de Barcelona.
- 1961, 9 març. La gran pietat de Joan Oliver. Per la Companyia Maragall. Teatre Romea de Barcelona.
- 1962. Cena de matrimonios d'Alfonso Paso. Teatre Alexis de Barcelona.
- 1963, 29 octubre. Don Joan de Ferran Soldevila. Per la Companyia de Pau Garsaball. Teatre Romea de Barcelona.
- 1963, 13 desembre. Perruqueria de senyores de Rafael Anglada. Teatre Romea de Barcelona.
- 1964, 16 maig. Clar de lluna a Montjuïc de Joan Cumellas. Teatre Romea de Barcelona.
- 1964, 18 novembre. L'extraordinària vida de dol i jo de Rafael Bertran. Teatre Romea de Barcelona.
- 1965, 19 gener. Un senyor damunt d'un ruc. Teatre Romea de Barcelona.
- 1965, 26 juliol. Història d'un mirall, original de Cecília A. Màntua. Estrenada al teatre Romea de Barcelona. Per la Companyia de Màrius Cabré.
- 1968, 19 gener.  Estimat professor, d'Alfonso Paso. Estrenada al teatre Espanyol de Barcelona.
- 1968, 15 febrer. Esposa de circumstàncies, d'Henri Gorsse i Maurice de Marsan, amb adaptació de Ramon Martori. Direcció de Xesc Forteza. Estrenada al teatre Espanyol de Barcelona.
- 1968, 4 juny. El meu marit té un pa a l'ull, de Joaquim Muntanyola. Estrenada al teatre Barcelona de Barcelona.
- 1968, 4 desembre. L'enterrament és a les quatre de Joan Vila Casas. Direcció d'Antoni Chic. Estrenada al teatre Windsor de Barcelona.
- 1969, juliol. Una noia de bosc de Joaquim Muntanyola. Estrenada al teatre Romea de Barcelona. Director: Antoni Chic.
- 1974. Quan va ser el darrer cop que vas veure la mare?, de Christopher Hampton, amb traducció de Manuel de Pedrolo. Estrenada al teatre Romea de Barcelona.
- 1974. Allò que tal vegada s'esdevingué, de Joan Oliver. Direcció de Ventura Pons. Estrenada al teatre Romea de Barcelona.
- 1974. El cap i la fi de Carles Valls. Director: Ventura Pons. Estrenada al teatre Romea de Barcelona.
- 1976. Mercè dels uns, Mercè dels altres, de Carles Valls. Estrenada al teatre Romea de Barcelona. Direcció de Ventura Pons.
- 1982. Dolça de les Tàpies, de Carles Valls
- El hombre, la bestia y la virtud, de Luigi Pirandello
- El embrujado, de Ramón María del Valle-Inclán

### Cinema
- 1976. Fraude matrimonial. Director: Ignacio F. Iquino.
- 1977. La dudosa virilidad de Cristóbal. Director: Joan Bosch.
- 1978. Los violadores del amanecer. Director: Ignacio F. Iquino.

### Televisió
- 1990. Quart segona (TV3). Director: Esteve Duran.
- I ara què, Xènia? (TV3)
- Nissaga de poder (TV3). Creada per Josep Maria Benet i Jornet.
- Oh! Espanya (TV3)
- Jet lag (TV3). Actriu convidada.